# Contarinia baggendorfi
Contarinia baggendorfi är en tvåvingeart som beskrevs av Stelter 1982. Contarinia baggendorfi ingår i släktet Contarinia och familjen gallmyggor. Inga underarter finns listade i Catalogue of Life.